# 美咲めぐり 〜第1章〜
『美咲めぐり 〜第1章〜』（みさきめぐり だいいっしょう）は、日本の演歌歌手・岩佐美咲の2作目のアルバム。2016年11月30日に徳間ジャパンコミュニケーションズより発売。

## 背景とリリース
前作『リクエスト・カバーズ』から約3年振り2作目のアルバム。また、岩佐にとって2016年5月にAKB48を卒業後、初のソロ作品となる。初回限定盤、通常盤の2形態で発売され、初回限定盤にはシングル曲5曲のミュージック・ビデオと特典映像を収録したDVDが付属する。
収録内容は、岩佐がこれまでにリリースしたシングル表題曲5曲と新録音されたカバー曲6曲で構成されている。初回限定盤の12曲目には岩佐がギター演奏でも参加している「涙そうそう」アコースティックバージョンがボーナストラックとして収録された。また、アルバム発売記念予約イベントが全国各地で開催されている。
2016年11月10日に岩佐がパーソナリティを務めるラジオ番組「岩佐美咲のわびさびラジオ」（「Fine!!」枠内）で一部音源が初解禁された。

## 収録トラック
CD
1. 無人駅 [3:28]
  - 作詞：秋元康、作曲：久地万里子、編曲：野中“まさ”雄一

1stシングル表題曲
2. もしも私が空に住んでいたら [4:08]
  - 作詞：秋元康、作曲：重永亮介、編曲：野中“まさ”雄一

2ndシングル表題曲
3. 鞆の浦慕情 [3:59]
  - 作詞：秋元康、作曲：宮島律子、編曲：野中“まさ”雄一

3rdシングル表題曲
4. 初酒 [4:11]
  - 作詞：秋元康、作曲：早川響介、編曲：野中“まさ”雄一

4thシングル表題曲
5. ごめんね東京 [4:14]
  - 作詞：秋元康、作曲：福田貴訓、編曲：野中“まさ”雄一

5thシングル表題曲
6. 潮来花嫁さん [3:46]
  - 作詞：柴田よしかず、作曲：水野富士夫、編曲：伊戸のりお

花村菊江のカバー曲
7. 学生時代 [3:14]
  - 作詞・作曲：平岡精二、編曲：伊戸のりお

ペギー葉山のカバー曲
8. リンゴの唄 [3:52]
  - 作詞：サトウハチロー、作曲：万城目正、編曲：伊戸のりお

並木路子のカバー曲
9. 北の螢 [4:32]
  - 作詞：阿久悠、作曲：三木たかし、編曲：伊戸のりお

森進一のカバー曲
10. なみだの桟橋 [4:40]
  - 作詞：杉紀彦、作曲：市川昭介、編曲：伊戸のりお

森昌子のカバー曲
11. 東京のバスガール [3:14]
  - 作詞：丘灯至夫、作曲：上原げんと、編曲：伊戸のりお

初代コロムビア・ローズのカバー曲
12. 涙そうそう（アコースティック・バージョン） [4:06]
  - 作詞：森山良子、作曲：BEGIN、編曲：伊戸のりお

初回限定盤のみに収録

DVD（初回限定盤のみ）
1. 無人駅 MUSIC VIDEO
2. もしも私が空に住んでいたら MUSIC VIDEO
3. 鞆の浦慕情 MUSIC VIDEO
4. 初酒 MUSIC VIDEO
5. ごめんね東京 MUSIC VIDEO
6. MUSIC VIDEOコメンタリー&ジャケット撮影メイキング